# Dora Selma Fix Ventura
Dora Selma Fix Ventura (06/11/1939) é uma pesquisadora brasileira, titular da Academia Brasileira de Ciencias  e recebedora da Grã-Cruz da Ordem Nacional do Mérito Científico. Ela foi docente do Instituto de Psicologia da Universidade de São Paulo de 1968 até 2009, estudando bases neurais da visão.  